# Домінант
Домінант (крос домашніх курей) (англ. Rhode Island Red) — крос домашніх курей м'ясо-яєчного напрямку продуктивності. 

## Історія
Крос виведений чеськими селекціонерами. Основою для кросу стали породи леггорн, плімутрок, суссекс, корніш та род-айленд.

## Продуктивність
Маса півнів – 1,8-2,3 кг, курей – до 3 кг.
Вага яєць – 65-70 г (інколи – до 118).
Яйценоскість – до 310 яєць.
Нестись починають в 4-5 місяців.

## Екстер'єр
Різні форми кросу мають різне забарвлення. Наприклад Домінант Д0529  білий, Д-102  бурий, Д-959 – сірокрапчастий, Д-109 чорний, Д-107 блакитний, Д-104 сріблястий і Д-300 куріпчастий.
Ноги довгі, що сильно кидається в очі.
Голова невелика, шкіра лиця, гребінь і сережки яскраво червоні.
Гребінь великий, листовидний як у півнів так і у курей.

## Особливості кросу
Частина різновидів кросу (Д-104, Д-304, Д-300) можна розрізнити за статтю у юному віці. У курочок значно швидше оперують крила.